# Lyons (Ohio)

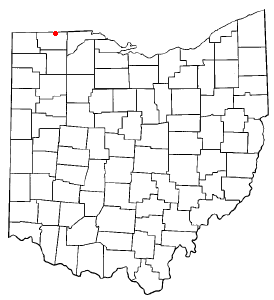
Lyons na planie stanu Ohio

Lyons – wieś w USA, w hrabstwie Fulton, w stanie Ohio.
Według danych z 2000 roku wieś zamieszkiwana była przez 559 mieszkańców.